# Grubianella
Grubianella är ett släkte av ringmaskar. Grubianella ingår i familjen Ampharetidae.
Kladogram enligt Catalogue of Life:
| Grubianella | \| \| Grubianella antarctica \| \| \| \| \| \| Grubianella brevicirrata \| \| \| \| \| \| Grubianella klugei \| \| \| \| |
|             | \| \| Grubianella antarctica \| \| \| \| \| \| Grubianella brevicirrata \| \| \| \| \| \| Grubianella klugei \| \| \| \| |
|             | Grubianella antarctica                                                                                                   |
|             | |
|             | Grubianella brevicirrata                                                                                                 |
|             | |
|             | Grubianella klugei |
|             | |